# 久保田昌希
久保田 昌希（くぼた まさき、1949年12月23日 - ）は、日本の歴史学者、博士。駒澤大学名誉教授。地方史研究協議会会長。専門は日本中世史。戦国・織豊期、徳川氏の研究。

## 来歴
東京都新宿区出身。本名・眞継。八戸南部氏第12代南部利克の孫にあたる。八戸市史編纂事業に1998年度の事業開始当初より携わり、調査協力員を務める。橿原神宮宮司の久保田昌孝は実弟。
駒澤大学高等学校、1972年3月に駒澤大学文学部歴史学科卒業。1980年3月、駒澤大学大学院博士課程満期退学。都立高等学校講師、大学・短大講師などを兼任して、1989年4月に駒澤大学文学部専任講師。1991年に助教授、1997年に歴史学科日本史学専攻教授。2009年に文学部長。2013年、副学長に就任。
2020年9月、古希を記念し、ゼミ修了生が研究成果を持ち寄った論文集『戦国・織豊期と地方史研究』岩田書院を刊行。
日本歴史学協会常任委員、戦国史研究会評議員、地方史研究協議会委員、川崎市文化財審議会委員、座間市文化財委員、神奈川県山北町歴史資料取り扱い指導員、『静岡県史』中世通史編の一部執筆を分担、『愛知県史』中世部会特別調査委員などを歴任。

## 略歴
- 1972年3月 : 駒澤大学文学部歴史学科卒業
- 1980年3月 : 駒澤大学大学院人文科学研究科博士課程満期退学
- 1988年 : 文学博士号取得、論題は『戦国大名今川氏の基礎的研究』[6]
- 1989年4月 : 駒澤大学文学部専任講師
- 1991年4月 : 助教授
- 1997年4月 : 教授
- 2002年4月 : 歴史学科主任
- 2009年4月 : 文学部長
- 2013年4月 : 副学長

## 著書
- 『戦国大名今川氏と領国支配』吉川弘文館、2005/2　ISBN　9784642028394　オンデマンド版 2021.10 ISBN　9784642728393
- 『戦国・織豊期と地方史研究』岩田書院　2020.9（古希記念、ゼミ修了生の論文集）
- 『戰國遺文. 今川氏編第5巻』大石泰史、糟谷幸裕共著　東京堂出版　2015.3
- 『戦国遺文 今川氏編』第3巻 編著  東京堂出版  2012.5
- 『松平家忠日記と戦国社会』編著  岩田書院  2011.7
- 『「山北町史」通史編』共著  神奈川県山北町  2006.3
- 『図説・戦国地図帳』監修  学習研究社  2003.7
- 『「三郷市史」10別編 水利水害』共著  三郷市  2001.3
- 『「稲武町史」通史編』共著  愛知県稲武町  2000.3